# Америчка Девичанска Острва на Светском првенству у атлетици у дворани 2006.
Америчка Девичанска Острва су учествовала на 11. Светском првенству у атлетици у дворани 2006. одржаном у Москви од 10. до 12. марта. То је било осмо светско првенство у дворани на којем су учествовала. Репрезентацију је представљала једна атлетичарка који се такмичила у трци на 60 метара.
Такмичарка Америчких Девичанских Острва није освојио ниједну медаљу, али је оборила национални рекорд.

## Учесници
Жене:
- Лаверн Џоунс-Ферет — 60 метара

## Резултати

### Жене
| Атлетичарка        | Дисциплина | Лични рекорд | Квалификације | Квалификације | Полуфинале | Полуфинале | Финале                | Финале      | Детаљи |
| Атлетичарка        | Дисциплина | Лични рекорд | Резултат      | Место         | Резултат   | Место      | Резултат              | Место       | Детаљи |
| ------------------ | ---------- | ------------ | ------------- | ------------- | ---------- | ---------- | --------------------- | ----------- | ------ |
| Лаверн Џоунс-Ферет | 60 м       | 7,24         | 7,22 НР       | 3. у гр. 5 КВ | 7,27       | 3 у пф 1.  | Није се квалификовала | 9 / 31 (34) |        |